# Houtmolense heide
De Houtmolense heide is een heidegebied in de Belgische gemeente Pelt dat gelegen in het westelijk deel van de gemeente.
In het noordwesten heet het heidegebied de Dorperheide, genoemd naar de ligging achter het dorp op de grens met Lommel. In het zuidwesten ligt de 'Heide achter de Steenweg', gelegen achter de Napoleonsweg op de grens met Lommel. Deze Heide achter de Steenweg is nu grotendeels ontgonnen gebied.